# Fromental petit
El fromentalo més específicament el fromental petit (Trisetum flavescens) és una espècie de planta monocotiledònia de la família Poaceae, subfamília Pooideae, originària d'Europa i de la conca mediterrània, però també present a Amèrica del Nord i del Sud i a Australàsia on es considera espècie exòtica.
És una planta herbàcia perenne amb una inflorescència en panícula amb espiguetes, d'uns 80 cm d'alçada.

## Morfologia
T. flavescens és una planta herbàcia perenne cespitosa, que creix en mates tupides, que arriba als 60 a 80 cm d'alçada, i de vegades supera el metre. Les tiges, erectes o geniculades ascendents, tenen de 3 a 5 nusos. Les fulles tenen un limbe llis, de 3,5 a 18 cm de llarg, amb una superfície escabrosa, glabra o pubescent, i una lígula curta i serrada (de 0,3 a 1,1 mm d'alçada).
La inflorescència és una panícula estreta i el·líptica, de 6,5 a 15 cm de llargada, de tons groc verdós a porpra que es torna d'un groc daurat a mida que madura.
Les espiguetes, de forma oblonga, comprimides lateralment, amiden de 5 a 8 mm de llarg. Són pedicel·lades i inclouen de 2 a 4 flors fèrtils i flors reduïdes cap a l'àpex. S'insereixen entre dues glumel·les desiguals, no arquejades, més fines que la lema fèrtil, la gluma superior, membranosa, té tres venes. Les flors fèrtils tenen una lema de 4,4-6,3 mm de llarg, amb cinc nervis, amb àpex sencer o dentat, proveïda d'una carena dorsal de 5-9 mm de llarg amb una columna retorçada. Cada flor té tres anteres.

## Biologia
Trisetum flavescens produeix quantitats relativament grans de colecalciferol o vitamina D3. Les proves amb rates i guatlles del Japó han demostrat una activitat semblant a la vitamina D equivalent a 3 i 4 UI per gram de matèria seca. El colecaciferol està present principalment a les fulles joves i molt menys en altres òrgans vegetals (tiges, arrels, flors i llavors). El nivell de colecalciferol a la planta depèn de la seva exposició als raigs ultraviolats.
Aquesta espècie és susceptible al "virus del mosaic del fromental" (YOgMV yellow oatgrass mosaic virus), pertanyent al gènere Tritimovirus.

## Usos
El fromental s'utilitza com a planta de dall i com a farratge, però té l'inconvenient de ser tòxica per al bestiar per sobre d'una certa concentració pels seus efectes calcinogènics. El consum d'aquesta planta, efectivament, provoca la síndrome de calcinosi enzoòtica en el bestiar que hi pastura, especialment l'oví.
A França, és molt estesa i espontània, en prats de dall, només a la zona mediterrània, sobre sòls calcaris i secs (típicament les Prealps). No sembla que suposi cap problema per a les ovelles, que se la mengen de bon grat i afavoreixen la difusió i la germinació de les llavors trepitjant-la. No es sembra i es considera d'interès mitjà.

## Taxonomia
Segons Catalogue of Life aquests sinònims taxonòmics corresponen a aquest tàxon:
- Avena alpestris Host
- Avena alpestris var. purpurascens (DC.) DC.
- Avena candollei M.Serres
- Avena flavescens L.
- Avena flavescens var. capillacea Gaudin
- Avena flavescens var. depauperata (Mert. & W.D.J.Koch)
- Avena flavescens var. lutescens Rchb.
- Avena flavescens f. major Hausskn., nom. illeg.
- Avena flavescens var. major Mert. & W.D.J.Koch
- Avena flavescens var. variegata Mert. & W.D.J.Koch
- Avena flavescens var. vulgaris Alef.
- Avena purpurascens DC.
- Avena sikkimensis Hook.f.
- Avenastrum flavescens (L.) Jess.
- Trisetaria flavescens (L.) Baumg.
- Trisetaria flavescens subsp. purpurascens (DC.) Banfi & Soldano
- Trisetum candollei (M.Serres) Verl.
- Trisetum flavescens subsp. africanum (H.Lindb.) Dobignard
- Trisetum flavescens var. africanum H.Lindb.
- Trisetum flavescens var. alpinum Parl.
- Trisetum flavescens var. clausonii Maire
- Trisetum flavescens var. dimorphantha Maire & Weiller
- Trisetum flavescens var. glabrata Asch., nom. nud.
- Trisetum flavescens subsp. griseovirens (H.Lindb.) Dobignard
- Trisetum flavescens var. griseovirens (H.Lindb.) Maire
- Trisetum flavescens f. hirticulmis H.Lindb.
- Trisetum flavescens var. latifolium-majus Schur
- Trisetum flavescens f. lutescens (Rchb.) Buia & Morariu
- Trisetum flavescens subsp. macratherum (Maire & Trab.) Dobignard
- Trisetum flavescens var. macratherum (Maire & Trab.) Maire & Weiller
- Trisetum flavescens subsp. parvispiculatum Tzvelev
- Trisetum flavescens var. pratense (Pers.) Beck
- Trisetum flavescens subsp. pratensis (Pers.) Beck
- Trisetum flavescens subsp. purpurascens (DC.) Arcang.
- Trisetum flavescens var. purpurascens (DC.) Arcang.
- Trisetum flavescens subsp. splendens (J.Presl) Arcang.
- Trisetum flavescens var. subtriflorumtranssilvanicum Schur
- Trisetum flavescens subsp. tatricum Chrtek
- Trisetum flavescens f. variegatum (Mert. & W.D.J.Koch) Beetle
- Trisetum flavescens var. variegatum (Mert. & W.D.J.Koch) Schur, nom. illeg. (sinònim ambigu)
- Trisetum flavescens var. variegatum Mert. & W.D.J.Koch (sinònim ambigu)
- Trisetum flavescens var. villosum Celak.
- Trisetum griseovirens H.Lindb.
- Trisetum handelii Vierh.
- Trisetum macratherum Maire & Trab.
- Trisetum parvispiculatum (Tzvelev) Prob.
- Trisetum pratense Pers.
- Trisetum sikkimense (Hook.f.) Chrtek
- Trisetum transsilvanicum Schur, pro syn.
- Trisetum varium Schur
- Trisetum varium var. violaceum Schur

Segons Tropicos hi 76 tàxons subespecífics subespècies i varietats. Aquesta llista en brut possiblement conté sinònims:
- subespècie Trisetum flavescens subsp. baregense (Laffitte i Miégev.) O. Bolòs, Masalles & Vigo
- subespècie Trisetum flavescens subsp. flavescens
- subespècie Trisetum flavescens subsp. parvispiculatum Tzvelev
- subespècie Trisetum flavescens subsp. pratense (Pers.) Cendra. & Graebn.
- subespècie Trisetum flavescens subsp. sibiricum (Rupr.) T. Koyama
- subespècie Trisetum flavescens subsp. tenue (Hack. ex Forman) Strid
- varietat Trisetum flavescens var. bifidum (Thunb.) Makino
- varietat Trisetum flavescens var. flavescens
- varietat Trisetum flavescens var. Macranthum Hack.
- varietat Trisetum flavescens var. papillosum Hack.
- varietat Trisetum flavescens var. sibiricum (Rupr.) Ohwi
- varietat Trisetum flavescens var. tenue Hack. ex Forman
- varietat Trisetum flavescens var. variegatum (Gaudin) Schur